# Betonové bunkry na Vyškovsku

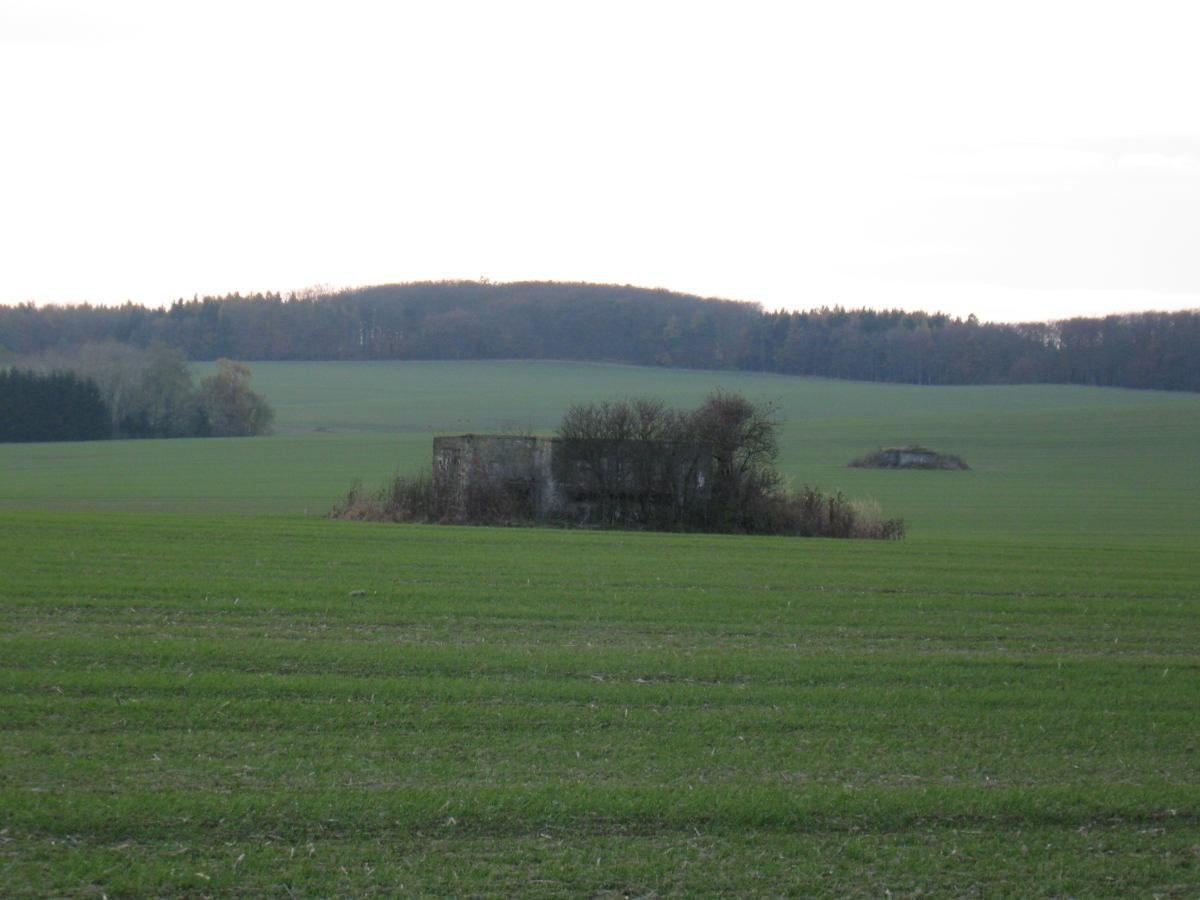
Pozorovací bunkry u Ruprechtova

Soustava bunkrů, které se nacházejí v jižní části Drahanské vrchoviny ve Vojenském újezdu Březina a kolem obcí Ruprechtov, Rychtářov, Opatovice a Podivice.
V roce 1935 byl na jižní části Drahanské vrchoviny zřízen vojenský výcvikový prostor se sídlem v Dědicích u Vyškova. V tomto prostoru, který se rozkládá na území nynějšího Vojenského újezdu Březina, bylo vystavěno značné množství cvičných betonových bunkrů, které sloužily jako pozorovatelny, úkryty a strojovny na vlečení cvičných terčů.
Po vzniku Protektorátu Čechy a Morava a obsazení státu nacistickým Německem byl 26. března 1939 vojenský prostor převzat Němci a přejmenován na Truppenübungsplatz Wischau. V roce 1940 vydal říšský protektor Konstantin von Neurath výnos o vystěhování 33 obcí Drahanské vrchoviny. Účelem toho bylo jednak dočasně rozšířit vojenskou střelnici, ale hlavně vytvořit německý koridor, který měl propojit německé ostrůvky na Litovelsku a Olomoucku přes německý ostrůvek u Vyškova s německými obcemi na Brněnsku. V takto rozšířeném vojenském prostoru bylo vybudováno další množství pevnůstek, které sloužily k tahání cvičných cílů či jako pozorovatelny. Nejznámějším případem byly zkoušky na ukořistěném sovětském tanku T-34, který byl vlakem dopraven do Blanska a byla na něm zkoušena střelba v prostoru u Ruprechtova.
Po osvobození Československa v roce 1945 se násilně vysídlení obyvatelé mohli vrátit zpět do svých domovů a vojenská střelnice se vrátila svou rozlohou a umístěním do stavu před rokem 1940. Značné množství betonových bunkrů, kterých je kolem stovky, zůstalo součástí Vojenského újezdu Březina a jsou nepřístupné, jiné bunkry nacházející se kolem obcí Ruprechtov, Rychtářov, Opatovice a Podivice jsou volně dostupné.